# Indywidualne Mistrzostwa Polski w Zapasach 2023
Indywidualne Mistrzostwa Polski w Zapasach 2023 – zawody mające na wyłonienie medalistów indywidualnych mistrzostw Polski w zapasach w konkurencjach męskich: stylu klasycznym i wolnym oraz konkurencji kobiet.
Zawody w stylu klasycznym odbyły się w dniach 6–7 maja 2023 roku w Rafako Arena w Raciborzu, zawody w stylu wolnym odbyły się w dniach 12–13 maja 2023 roku w Hali Sportowo-Widowiskowej w Krotoszynie, natomiast zawody kobiet odbyły się w dniach 19–20 maja 2023 roku w Hala Sportowo-Widowiskowej im. płk Jerzego Dymczyka w Sieradzu.

## Medaliści

### Mężczyźni

#### Styl klasyczny
| Kategoria | Złoty                                     | Srebrny                              | Brązowy                                                                 |
| --------- | ----------------------------------------- | ------------------------------------ | ----------------------------------------------------------------------- |
| 55 kg     | Piotr Puchalski Olimpijczyk Radom         | Wojciech Kuźmiak Agros Żary          | Jakub Wach Olimp Janów Lubelski Grzegorz Majkut Olimpijczyk Radom       |
| 60 kg     | Michał Tracz Śląsk Wrocław                | Olivier Skrzypczak SAZ Nowy Tomyśl   | Dominik Partyka Śląsk Wrocław Grzegorz Kunkel Olimpijczyk Radom         |
| 63 kg     | Przemysław Piątek Olimpijczyk Radom       | Arkadiusz Gucik Unia Racibórz        | Mairbek Salimov Wschód Białystok Asad Madatow AZS-AWF Warszawa          |
| 67 kg     | Roman Pacurkowski AZS-AWF Warszawa        | Piotr Stolarczyk Unia Racibórz       | Piotr Skalik Unia Racibórz Gor Hovsepyan ZKS Granica Gdańsk             |
| 72 kg     | Mateusz Bernatek AKS Piotrków Trybunalski | Igor Zacharczuk AZS-AWF Warszawa     | Gework Sahakian Cartusia Kartuzy Aleksander Mielewczyk AZS-AWF Warszawa |
| 77 kg     | Patryk Bednarz Olimpijczyk Radom          | Maksym Zacharczuk AZS-AWF Warszawa   | Kevin Metel Olimpijczyk Kędzierzyn-Koźle Michał Kośla Olimpijczyk Radom |
| 82 kg     | Adam Gardzioła AZS-AWF Warszawa           | Łukasz Fafiński Olimpijczyk Radom    | Wojciech Iwanowski Unia Racibórz Amadeusz Walczak Zagłębie Wałbrzych    |
| 87 kg     | Szymon Szymonowicz Cement-Gryf Chełm      | Arkadiusz Kułynycz Olimpijczyk Radom | Islam Aliew AZS-AWF Warszawa Igor Gmitrasiuk AKS Piotrków Trybunalski   |
| 97 kg     | Tadeusz Michalik Sobieski Poznań          | Artsiom Shumski Sobieski Poznań      | Gerard Kurniczak Sobieski Poznań Jakub Antoszewski AZS-AWF Warszawa     |
| 130 kg    | Rafał Krajewski Legia Warszawa            | Rafał Płowiec Olimpijczyk Radom      | Mateusz Kareciński Olimpijczyk Radom Marcel Elias Olimpijczyk Radom     |

#### Styl wolny
| Kategoria | Złoty                                          | Srebrny                                       | Brązowy                                                                    |
| --------- | ---------------------------------------------- | --------------------------------------------- | -------------------------------------------------------------------------- |
| 57 kg     | Adam Bieńkowski Zapasy Kołobrzeg               | Adrian Wagner LKS Mazowsze Teresin            | Rafał Szewc Lotnik Wrocław Wołodymyr Korniłow Bloczek Team Pelplin         |
| 61 kg     | Wasyl Ilniczkij Bloczek Team Pelplin           | Iwan Izdebskij Ceramik Krotoszyn              | Rasuljon Inojatow AZS-AWF Warszawa Mariusz Walkowiak Ceramik Krotoszyn     |
| 65 kg     | Eduard Grigorjew Mazowsze Teresin              | Dominik Jagusz ZKS Koszalin                   | Łukasz Nowakowski Bloczek Team Pelplin Aminjon Sadullojew AZS-AWF Warszawa |
| 70 kg     | Eryk Maj Śląsk Milicz                          | Eryk Gibasiewicz Ceramik Krotoszyn            | Bartosz Sołtys Śląsk Milicz Krystian Krupiński Orzeł Namysłów              |
| 74 kg     | Magomedmurad Gadżijew AKS Piotrków Trybunalski | Mateusz Nejman ZTA Zgierz                     | Kamil Rybicki Mazowsze Teresin Wojciech Wysocki Mazowsze Teresin           |
| 79 kg     | Igor Szucki MLUKS Karlino                      | Tomasz Radziszewski Bizon Milicz              | Patryk Ciurzyński Mazowsze Teresin Ernest Dorosz Zapasy Włodawa            |
| 86 kg     | Krzysztof Sadowik Śląsk Milicz                 | Cezary Sadowski MLUKS Karlino                 | Andrzej Hermanowski Iskra Spiczyn Filip Szucki MLUKS Karlino               |
| 92 kg     | Patryk Dublinowski AKS Białogard               | Filip Rogut Boruta-Olimpijczyk Wrestling Team | Wiktor Hasa ZKS Koszalin Michał Bielawski Grunwald Poznań                  |
| 97 kg     | Radosław Baran Ceramik Krotoszyn               | Czyngis Samadow Ceramik Krotoszyn             | Zbigniew Baranowski AKS Białogard Kacper Gongało ZTA Zgierz                |
| 125kg     | Robert Baran Ceramik Krotoszyn                 | Kamil Kościółek Stal Rzeszów                  | Krzysztof Swoboda ZTA Zgierz Jakub Czerczak Slavia Ruda Śląska             |

### Kobiety
| Kategoria | Złoty                                    | Srebrny                                   | Brązowy                                                                          |
| --------- | ---------------------------------------- | ----------------------------------------- | -------------------------------------------------------------------------------- |
| 50 kg     | Anna Łukasiak AZS-AWF Warszawa           | Agata Walerzak Dąb Brzeźnica              | Anna Król Cement-Gryf Chełm Amanda Tomczyk MLUKS Karlino                         |
| 53 kg     | Katarzyna Krawczyk Cement-Gryf Chełm     | Roksana Zasina ZTA Zgierz                 | Anastasija Lebediewa Cement-Gryf Chełm Monika Białach Armaty Stoczek Łukowski    |
| 55 kg     | Weronika Sikora Grunwald Poznań          | Nikola Drozdek Agros Żary                 | Monika Dadas Cement-Gryf Chełm Angelika Mytkowska Slavia Ruda Śląska             |
| 57 kg     | Angelina Łysak Cement-Gryf Chełm         | Patrycja Gil Nowe Iganie                  | Jowita Wrzesień CSiR Dąbrowa Górnicza Magdalena Głodek Bloczek Team Pelplin      |
| 59 kg     | Patrycja Strzelczyk Bloczek Team Pelplin | Aleksandra Witoś Orzeł Namysłów           | Anastasija Padoszyk Cement-Gryf Chełm Dominika Buss Sokół Lublin                 |
| 62 kg     | Aleksandra Wólczyńska Grunwald Poznań    | Natalia Kubaty Slavia Ruda Śląska         | Wiktoria Kamela Cement-Gryf Chełm Olga Padoszyk Cement-Gryf Chełm                |
| 65 kg     | Alicja Nowosad Cement-Gryf Chełm         | Katarzyna Mądrowska Feniks Pesta Stargard | Marta Mechocka Mazowsze Teresin Oktawia Skraińska Sokół Lublin                   |
| 68 kg     | Wiktoria Chołuj AKS Białogard            | Natalia Strzałka Slavia Ruda Śląska       | Kamila Pyżewska Wisła Świecie Paulina Martyka Junior Dzierżoniów                 |
| 72 kg     | Paulina Danisz Slavia Ruda Śląska        | Zofia Polowczyk Tęcza Środa Wielkopolska  | Patrycja Słomska Orzeł Namysłów Anna Urbanowicz Cement-Gryf Chełm                |
| 76 kg     | Daniela Tkachuk Cement-Gryf Chełm        | Patrycja Cuber Slavia Ruda Śląska         | Patrycja Sperka Unia Racibórz Oliwia Glegolska Boruta-Olimpijczyk Wrestling Team |